# Боден, Шарль
Шарль Боден (фр. Charles Baudin; 1784 — 7 июня 1854) — адмирал Франции (27 мая 1854), главнокомандующий французскими военно-морскими силами на Средиземном море.

## Биография
Шарль Боден родился в 1784 году в Париже. В военно-морскую службу вступил в 1799 году. В 1800 году, находясь на судне «Географ», под командованием своего родственника Николя Бодена совершил плавание к берегам Австралии.

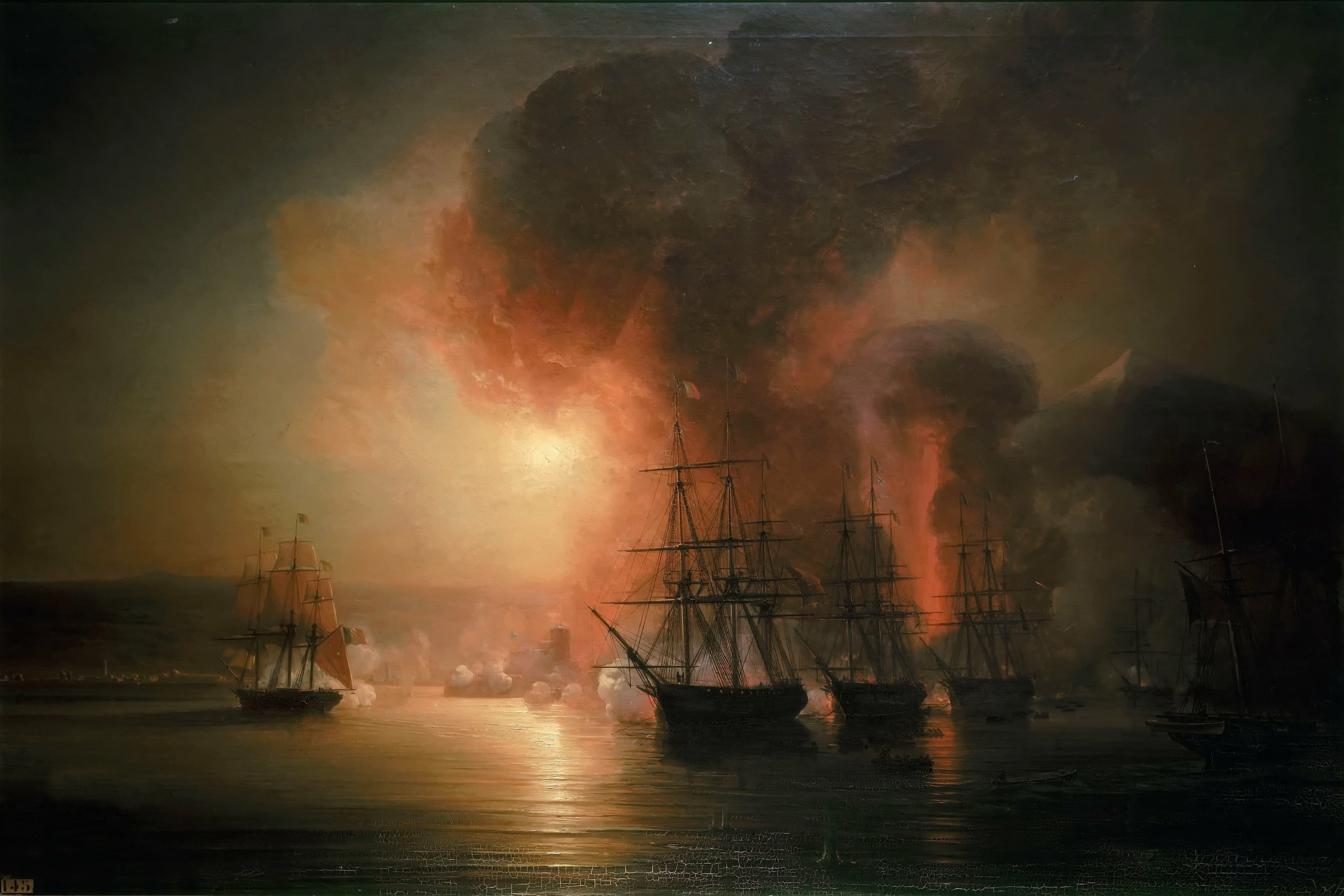
Битва при Сан-Хуан-де-Улуа
(художник Теодор Гюден)

В 1804 году Боден был произведён в мичманы и с того времени служил на разных французских кораблях в Индийском океане. В 1808 году состоял на фрегате «Пьемонт» и в сражении с англичанами потерял правую руку. Несмотря на увечье он остался в строю и в 1809 году получил чин лейтенанта.
В 1812 году Шарль Боден, командуя бригом «Ренар», отличился при проводке конвоя в Тулон и был произведён в капитаны фрегата.
После ссылки Наполеона на остров Святой Елены Боден оставил службу и находился в отставке вплоть до 1830 года. По возвращении во флот он командовал фрегатом «l’Heroine», кораблями «Тритон» и «Сюффрен».
В 1838 году Боден принял участие в Мексиканской экспедиции и за отличие в ней был произведён в контр-адмиралы, а 22 января 1839 года за Гаитянскую экспедицию получил чин вице-адмирала. С 1840 года командовал французской эскадрой у берегов Южной Америки.
В 1841 году он получил назначение на пост Тулонского морского префекта, а с 1848 года командовал всеми французскими военно-морскими силами на Средиземном море. Незадолго до своей смерти получил чин адмирала Франции. 
Шарль Боден скончался 7 июня 1854 года в городе Париже.